# 1965년 린든 B. 존슨 대통령 취임식
린든 B. 존슨의 두 번째 취임식은 1965년 1월 20일 수요일 워싱턴 D.C.의 미국 국회의사당 동쪽 주랑 현관에서 거행되었다. 이는 제45대 취임식이었으며, 린든 B. 존슨의 두 번째이자 유일한 정식 임기 대통령직과 휴버트 험프리의 유일한 부통령 임기를 알렸다. 대법원장 얼 워런이 취임 선서를 집행했다. 레이디 버드 존슨은 취임하는 대통령 배우자가 선서하는 대통령의 성경을 잡는 전통을 만들었다. 험프리 부통령은 하원 의장인 존 W. 맥코맥에 의해 선서했다. 이는 대통령이 방탄 리무진을 타고 이동한 첫 취임식이었다.
약 120만 명이 취임식에 참석했는데, 이는 1949년 트루먼과 2009년 오바마의 취임식에 이어 내셔널 몰에서 열린 행사 중 세 번째로 큰 인파였다. 이것은 뉴스 영화로 취임식이 취재된 마지막이었다.
취임식 장소에서 3.1마일 떨어진 로널드 레이건 워싱턴 내셔널 공항의 정오 날씨는 기온 37°F(3°C), 바람 9mph, 강수량 없음이었다.

## 취임식 갈라
1월 18일 워싱턴 D.C.에서는 민주당 전국위원회와 The President's Club이 신임 대통령을 기념하기 위한 취임식 전 갈라를 개최했다. 앨프리드 히치콕, 니콜스와 메이, 우디 앨런, 앤 마그릿 등 많은 스타와 유명 인사들이 갈라에 참여했으며, 가수로는 보비 대린, 바브라 스트라이샌드, 캐럴 채닝, 해리 벨라폰테, 줄리 앤드루스, 캐럴 버넷 등이 있었다.

## 같이 보기
- 린든 B. 존슨 행정부
- 1963년 린든 B. 존슨 대통령 취임식
- 1964년 미국 대통령 선거